# Newman-Kwart-Umlagerung
Die Newman-Kwart-Umlagerung (auch Thiono-Thiolo-Umlagerung) ist eine chemische Reaktion, durch die sich am Sauerstoff arylsubstituierte Thionourethane bei höheren Temperaturen in die isomeren Thiolourethane umlagern lassen.
Für Thionkohlensäureester wurde die Thiono-Thiolo-Umlagerung erstmals 1930 von dem deutschen Chemiker Alexander Schönberg (1892–1985) beschrieben. Von Newman und Kwart wurde sie auf Thiocarbamate übertragen. Seither wird für Umlagerungen dieser Art die weiter gefasste Bezeichnung Newman-Kwart-Umlagerung genutzt.
Innerhalb einer mehrstufigen Reaktionssequenz lassen sich mit der Newman-Kwart-Umlagerung Phenole in Thiophenole überführen. Dazu wird zunächst das Phenol in das Thionourethan überführt, dann zum Thiolourethan umgelagert und schließlich mit Natronlauge zum Thiophenol gespalten.
Die zunächst in der Gasphase untersuchte Umlagerung lässt sich auch in Lösung unter Mikrowellenbestrahlung durchführen. Elektronenziehende Gruppen in der para-Position des Arylrests beschleunigen die Umlagerung. Mechanistisch verläuft die Umlagerung offenbar über eine ipso-Substitution mit einem viergliedrigen Übergangszustand, für höhere Substratkonzentrationen in Lösung wird aber auch ein bimolekularer Übergangszustand mit achtgliedrigem Ring diskutiert.
Mögliche Übergangszustände der Newman-Kwart-Umlagerung